# Eugenia Lake
Eugenia Lake är en sjö i Kanada.   Den ligger i countyt Grey County och provinsen Ontario, i den sydöstra delen av landet, 400 km väster om huvudstaden Ottawa. Eugenia Lake ligger 431 meter över havet. Arean är 4,9 kvadratkilometer. Den sträcker sig 4,8 kilometer i nord-sydlig riktning, och 1,9 kilometer i öst-västlig riktning.
Omgivningarna runt Eugenia Lake är en mosaik av jordbruksmark och naturlig växtlighet. Runt Eugenia Lake är det glesbefolkat, med 9 invånare per kvadratkilometer.